# جبلة (الفيوم)
قرية جبله هي إحدى القرى التابعة لمركز سنورس في محافظة الفيوم في جمهورية مصر العربية. حسب إحصاءات سنة 2006، بلغ إجمالي السكان في جبله 11554 نسمة، منهم 6035 رجل و5519 امرأة.